# Akari Midorikawa
Akari Midorikawa (japanisch 緑川 あかり Midorikawa Akari; * 15. August 2005 in der Stadt Chiba) ist eine japanische Squashspielerin.

## Karriere
Akari Midorikawa begann ihre Karriere im Jahr 2021 und gewann bislang drei Titel auf der PSA World Tour. Den ersten gewann sie im Februar 2022 in Japan, die beiden darauffolgenden in Australien. Ihre beste Platzierung in der Weltrangliste erreichte sie mit Rang 89 am 23. Januar 2023. Bereits 2019 nahm sie erstmals an den japanischen Landesmeisterschaften teil und erreichte das Viertelfinale. 2022 belegte sie bei diesen Platz drei. Ein Jahr zuvor wurde sie zum ersten Mal für die japanische Nationalmannschaft nominiert und nahm mit ihr an den Asienmeisterschaften teil. Die Mannschaft schloss das Turnier nach einer Halbfinalniederlage gegen Malaysia auf dem dritten Platz ab. Midorikawa kam in zwei Vorrundenbegegnungen zum Einsatz, die sie beide verlor. Im Juni 2022 gewann sie die U17-Asienmeisterschaften im Einzel. Bei den Asienmeisterschaften 2022 gehörte sie erneut zum japanischen Kader und wurde mit der Mannschaft Fünfte. Diesmal gewann sie zwei ihrer drei Partien. Im selben Jahr nahm Midorikawa mit der Nationalmannschaft außerdem an den Weltmeisterschaften teil. Sie bestritt sechs Partien und gewann davon zwei. Das Turnier beendete die Mannschaft auf Rang zehn. 2024 folgte eine weitere WM-Teilnahme.

## Erfolge
- Gewonnene PSA-Titel: 3